# Ali G
Ali G är en av de många rollfigurer som spelas av den brittiske komikern Sacha Baron Cohen.
Ali G, eller Alistair Leslie Graham (som är figurens fullständiga namn), är en wannabe-gangster som är medlem i det påhittade gänget West Staines Massive. Han är känd för sin pretentiösa klädstil, sitt överdrivna självförtroende samt sin stora lust för sex. Han är extremt lågutbildad och förstår allt utifrån sin enkelspåriga (småkriminella) värld även i intervjuer med tunga politiker, kändisar och fackmän av olika slag, men är ganska sympatisk i sin naivitet.
Ali G var huvudperson i TV-serien Da Ali G Show som sändes två säsonger på HBO. I denna serie kunde man även se andra figurer som har gjort Sacha Baron Cohen känd, Borat Sagdijev samt Brüno Gehard. Det gjorde även en film med Ali G i huvudrollen vid namn Ali G Indahouse.
Cohen var värd för MTV Europe Music Awards i Frankfurt 2001 som Ali G.